# Motivation Radio
Motivation Radio je třetí sólové studiové album britského kytaristy Stevea Hillage, vydané v roce 1977 u vydavatelství Virgin Records. Nahráno bylo v červenci 1977 v Los Angeles v Kalifornii a jeho producentem byl Malcolm Cecil.

## Seznam skladeb
Veškerou hudbu složil Steve Hillage a texty napsal Hillage spolu s Miquette Giraudy. Výjimkou je jen skladba „Not Fade Away“, jejíž autory jsou Norman Petty a Glen Hardin.
| Pořadí | Název                        | Délka |
| ------ | ---------------------------- | ----- |
| 1.     | Hello Dawn                   | 2:48  |
| 2.     | Motivation                   | 4:07  |
| 3.     | Light in the Sky             | 4:12  |
| 4.     | Radio                        | 6:13  |
| 5.     | Wait One Moment              | 3:25  |
| 6.     | Saucer Surfing               | 4:28  |
| 7.     | Searching for the Spark      | 5:38  |
| 8.     | Octave Doctors               | 3:38  |
| 9.     | Not Fade Away (Glid Forever) | 4:00  |

## Obsazení
- Steve Hillage – kytara, zpěv, syntezátory
- Joe Blocker – bicí
- Reggie McBride – baskytara
- Malcolm Cecil – syntezátory
- Miquette Giraudy – syntezátory